# Gouvernement Bakary
Pour les articles homonymes, voir Bakary.
 Gouvernement Hamani Diori I
Le gouvernement Djibo Bakary est un gouvernement nigérien formé le 20 mai 1957, à la suite des élections territoriales du 31 mars remportées par la coalition UDN-BNA appelée Sawaba. Ce premier Conseil de gouvernement demeure supervisé par l'autorité coloniale de la France incarnée par Paul Bordier.
Les résultats du référendum du 28 septembre 1958, qui voient la victoire du Oui par 78,43 % des suffrages exprimés, sont un désaveu cinglant pour le gouvernement, qui présente sa démission le 19 octobre 1958.

## Composition initiale
1. Présidence : Paul Bordier
2. Vice-présidence : Djibo Bakary
3. Ministère des Finances : Diop Issa
4. Ministère des Affaires économiques et du Plan : Amadou Aboubakar
5. Ministère de la Fonction publique et du Personnel : Maïga Abdoulaye
6. Ministère des Travaux publics et des Mines : Issaka Koké
7. Ministère de l'Agriculture et des Forêts : Adamou Hassane Mayaki
8. Ministère de l'Élevage et des Industries animales : Tiémoko Coulibaly
9. Ministère de l'Éducation publique et de la Jeunesse : Robert Fréminé
10. Ministère du Travail : Saloum Traoré
11. Ministère de la Santé publique : Pierre Vidal

## Évolution de la composition
Le 25 janvier 1958, Louis Rollet succède à Bordier en tant que gouverneur du Niger. Il est à son tour remplacé le 25 août 1958 par le gouverneur Don Jean Colombani pour ne pas avoir obtenu de succès décisifs contre les partisans de l'indépendance.
Une ordonnance du 26 juillet 1958 confère à Djibo Bakary le titre de président du conseil.
Le gouvernement est légèrement remanié le 23 septembre 1958. Le portefeuille de ministre de l'Intérieur est créé et confié à Adamou Hassane Mayaki. Le portefeuille de ministre de l'Agriculture et des Forêts est confié à Issaka Koké et le portefeuille des Travaux publics, des Mines et de l'Hydraulique revient à Adamou Sékou. Pierre Vidal et Robert Fréminé sont maintenus en poste mais démissionnent le jour-même.